# Stagioni dei Milwaukee Admirals
Questa è una lista completa delle stagioni disputate dai Milwaukee Admirals, squadra della American Hockey League. Nell'elenco sono raccolti tutti i dati delle competizioni ufficiali disputate dalla squadra dal 1977.
| Stagione                 | Division  | Gare | Vittorie | Sconfitte | Perse OT | Perse SO | Punti | Gol fatti | Gol subiti | Pos. | Play-off |
| ------------------------ | --------- | ---- | -------- | --------- | -------- | -------- | ----- | --------- | ---------- | ---- | --- |
| Milwaukee Admirals (IHL) |           |      |          |           |          |          |       |           |            |      | |
| 1977-78                  | South     | 80   | 27       | 38        | 15       | -        | 69    | 257       | 299        | 4°   | perde 1º turno (Toledo) 1-4 |
| 1978-79                  | South     | 80   | 21       | 48        | 11       | -        | 53    | 260       | 391        | 4°   | perde 1º turno (Grand Rapids) 3-4                                                                                                 |
| 1979-80                  | South     | 80   | 29       | 41        | 10       | -        | 68    | 327       | 402        | 3°   | perde 1º turno (Saginaw) 0-4 |
| 1980-81                  | West      | 82   | 32       | 35        | 15       | -        | 79    | 354       | 371        | 3°   | perde 1º turno (Fort Wayne) 3-4                                                                                                   |
| 1981-82                  | IHL       | 82   | 41       | 34        | 7        | -        | 91    | 385       | 351        | 2°   | perde 1º turno (Saginaw) 1-4 |
| 1982-83                  | West      | 82   | 43       | 30        | 9        | -        | 98    | 407       | 312        | 1°   | vince semifinali (Kalamazoo) 4-1 perde Turner Cup (Toledo) 2-4                                                                    |
| 1983-84                  | IHL       | 82   | 46       | 30        | 6        | -        | 101   | 403       | 335        | 2°   | perde semifinali (Flint) 0-4 |
| 1984-85                  | IHL       | 82   | 25       | 52        | 5        | -        | 60    | 292       | 389        | 9°   | |
| 1985-86                  | West      | 82   | 48       | 28        | 1        | 5        | 102   | 368       | 306        | 2°   | perde 1º turno (Peoria) 1-4 |
| 1986-87                  | West      | 82   | 41       | 37        | 4        | 0        | 86    | 342       | 358        | 3°   | perde 1º turno (Salt Lake) 2-4 |
| 1987-88                  | West      | 82   | 21       | 54        | -        | 7        | 49    | 288       | 430        | 4°   | |
| 1988-89                  | West      | 82   | 54       | 23        | -        | 5        | 113   | 399       | 323        | 2°   | vince 1º turno (Kalamazoo) 4-2 perde 2º turno (Salt Lake) 1-4                                                                     |
| 1989-90                  | West      | 82   | 36       | 39        | -        | 7        | 79    | 316       | 370        | 3°   | perde 1º turno (Salt Lake) 2-4 |
| 1990-91                  | West      | 82   | 36       | 43        | -        | 3        | 75    | 275       | 316        | 4°   | perde 1º turno (Peoria) 2-4 |
| 1991-92                  | East      | 82   | 38       | 36        | -        | 8        | 84    | 306       | 309        | 3°   | perde 1º turno (Muskegon) 2-4 |
| 1992-93                  | Midwest   | 82   | 49       | 23        | -        | 10       | 108   | 329       | 280        | 1°   | perde 1º turno (Kansas City) 2-4                                                                                                  |
| 1993-94                  | Midwest   | 81   | 40       | 24        | -        | 17       | 97    | 338       | 302        | 2°   | perde 1º turno (Atlanta) 0-4 |
| 1994-95                  | Central   | 81   | 44       | 27        | -        | 10       | 98    | 317       | 298        | 1°   | vince 1º turno (San Diego) 3-2 vince 2º turno (Las Vegas) 4-1 perde semifinali (Denver) 1-4                                       |
| 1995-96                  | Midwest   | 80   | 40       | 32        | -        | 10       | 90    | 290       | 307        | 1°   | perde 1º turno (Peoria) 2-3 |
| 1996-97                  | Midwest   | 82   | 38       | 36        | -        | 8        | 84    | 253       | 298        | 4°   | perde 1º turno (Long Beach) 0-3                                                                                                   |
| 1997-98                  | Northwest | 82   | 43       | 34        | -        | 5        | 91    | 267       | 262        | 3°   | vince 1º turno (Houston) 3-1 perde 2º turno (Chicago) 2-4                                                                         |
| 1998-99                  | Midwest   | 82   | 38       | 28        | -        | 16       | 92    | 254       | 265        | 4°   | perde preliminari (Manitoba) 0-2                                                                                                  |
| 1999-00                  | Eastern   | 82   | 37       | 36        | -        | 9        | 83    | 222       | 246        | 5°   | perde preliminari (Cleveland) 1-2                                                                                                 |
| 2000-01                  | Eastern   | 82   | 42       | 33        | -        | 7        | 91    | 244       | 217        | 5°   | perde 1º turno (Chicago) 1-4 |
| Milwaukee Admirals (AHL) |           |      |          |           |          |          |       |           |            |      | |
| 2001-02                  | West      | 80   | 30       | 35        | 10       | 5        | 75    | 198       | 207        | 5°   | |
| 2002-03                  | West      | 80   | 32       | 27        | 14       | 7        | 85    | 247       | 251        | 4°   | vince preliminari (Rochester) 2-1 perde 2º turno (Houston) 0-3                                                                    |
| 2003-04                  | West      | 80   | 46       | 24        | 7        | 3        | 102   | 269       | 191        | 1°   | vince 1º turno (Cincinnati) 4-3 vince 2º turno (Chicago) 4-2 vince semifinali (Rochester) 4-1 vince Calder Cup (Wilkes-Barre) 4-0 |
| 2004-05                  | West      | 80   | 47       | 24        | 5        | 4        | 103   | 247       | 207        | 2°   | perde 1º turno (Cincinnati) 3-4                                                                                                   |
| 2005-06                  | West      | 80   | 49       | 21        | 6        | 4        | 108   | 268       | 234        | 1°   | vince 1º turno (Iowa) 4-3 vince 2º turno (Houston) 4-0 vince semifinali (Grand Rapids) 4-0 perde Calder Cup (Hersey) 2-4          |
| 2006-07                  | West      | 80   | 41       | 25        | 4        | 10       | 96    | 227       | 230        | 3°   | perde 1º turno (Chicago) 0-4 |
| 2007-08                  | West      | 80   | 44       | 29        | 4        | 3        | 95    | 231       | 212        | 4°   | perde 1º turno (Chicago) 2-4 |
| 2008-09                  | West      | 80   | 49       | 22        | 3        | 6        | 107   | 229       | 195        | 1°   | vince 1º turno (Rockford) 4-0 perde 2º turno (Houston) 3-4                                                                        |
| 2009-10                  | West      | 80   | 41       | 30        | 2        | 7        | 91    | 237       | 220        | 4°   | perde 1º turno (Chicago) 3-4 |
| 2010-11                  | West      | 80   | 44       | 22        | 6        | 8        | 102   | 226       | 194        | 1°   | vince 1º turno (Texas) 4-2 perde 2º turno (Houston) 3-4                                                                           |
| 2011-12                  | Midwest   | 76   | 40       | 29        | 2        | 5        | 87    | 210       | 190        | 2°   | perde 1º turno (Abbotsford) 0-3                                                                                                   |
| 2012-13                  | Midwest   | 76   | 41       | 28        | 4        | 3        | 89    | 197       | 200        | 2°   | perde 1º turno (Texas) 1-3 |
| 2013-14                  | Midwest   | 76   | 39       | 24        | 6        | 7        | 91    | 215       | 199        | 3°   | perde 1º turno (Toronto) 0-3 |
| 2014-15                  | Midwest   | 76   | 33       | 28        | 8        | 7        | 81    | 206       | 218        | 5°   | |
| 2015-16                  | Central   | 76   | 48       | 23        | 3        | 2        | 101   | 224       | 193        | 1°   | perde 1º turno (Grand Rapids) 0-3                                                                                                 |